# Washitsu

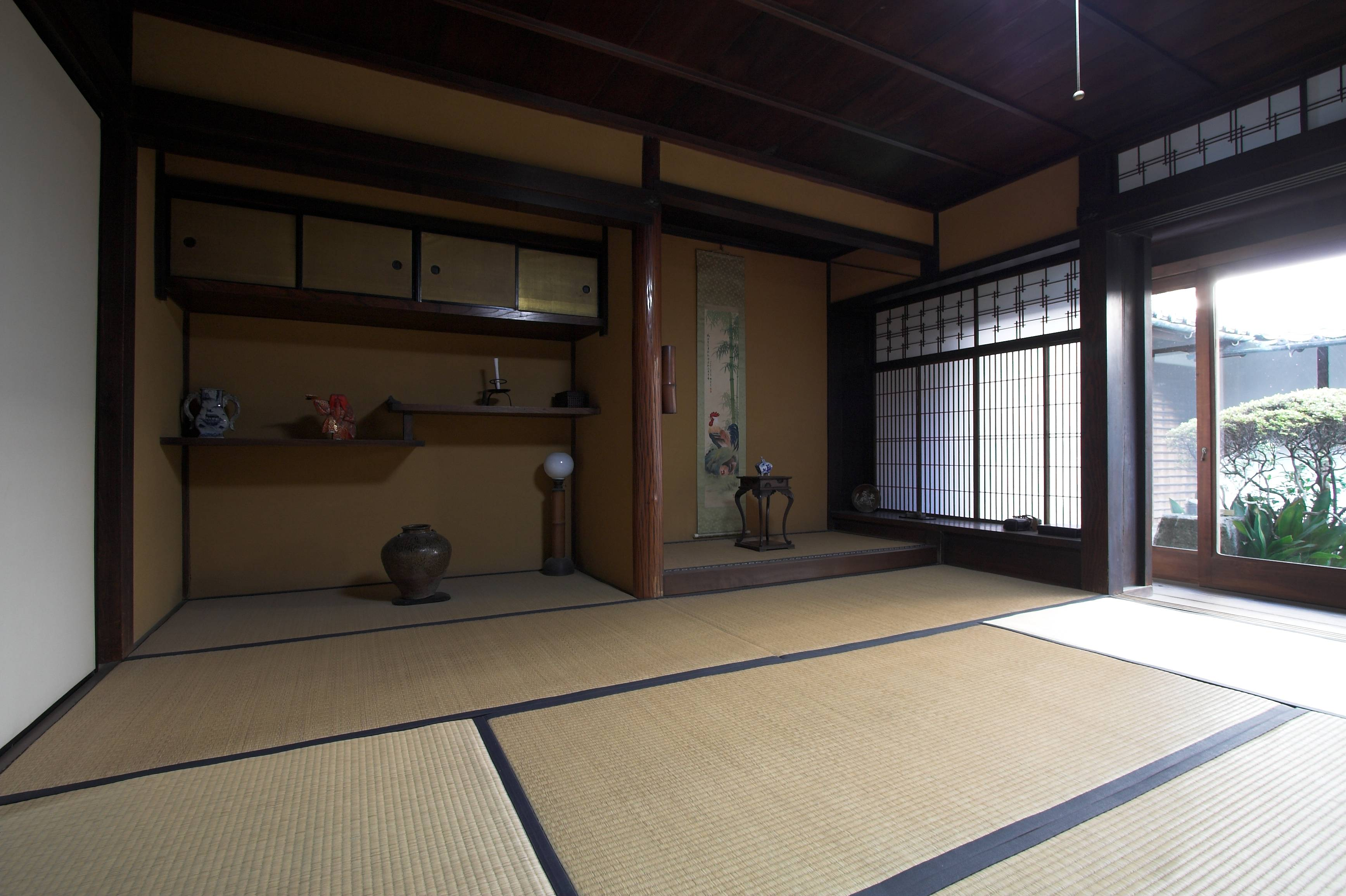
Washitsu avec tokonoma.

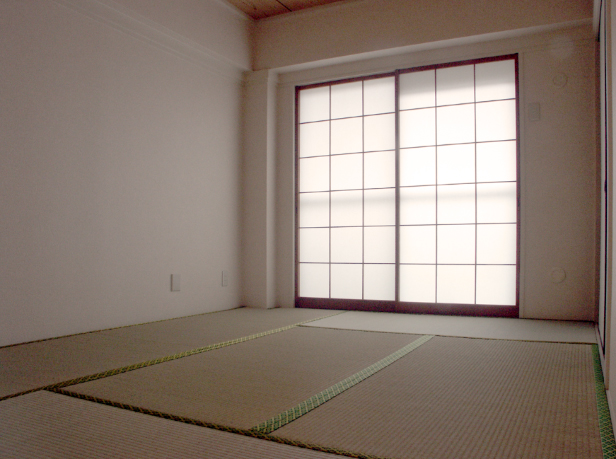
Washitsu avec des shōji.

Les washitsu (和室, wa) ; shitsu : pièce ; « la pièce japonaise ») sont des pièces traditionnelles caractérisées par leur simplicité et dépourvues de meubles encombrants.

## Composition
Les washitsu sont en tatami par opposition aux sols du reste du logement. La taille des tatamis est standardisée, même s'il y a quelques différences selon les régions ; à Tōkyō, les dimensions sont de 1,76 × 0,88 m. L'aire d'un tatami, le jō, sert d'unité de mesure de la taille des washitsu et même des pièces de style occidental au Japon.
Les washitsu sont séparées par des portes coulissantes appelées shōji et fusuma. Les fusuma sont couvertes des deux côtés de tissu ou de papier alors que les shōji, autrefois appelés fusuma shōji, sont formés d'un cadre en bois avec du papier japonais translucide (shōjigami) d'un côté. Les shōji sont aussi installés devant les fenêtres comme décoration. On trouvait également autrefois des paravents, appelés byōbu.
Les pièces en tatami ont aussi fréquemment un tokonoma (床の間, alcôve décorative) qui ajoute un espace formel de décoration. La biographie du moine Kakunyo (1270-1351) contient déjà des descriptions de tokonoma.
On y retrouve souvent un kotatsu (table basse chauffante) autour duquel on s'assoit sur des zabuton (coussins). Pour dormir, on déplace le kotatsu afin de pouvoir étaler les futons qui sont rangés dans les oshiire, placards à porte coulissante.